# آینه دندان‌پزشکی

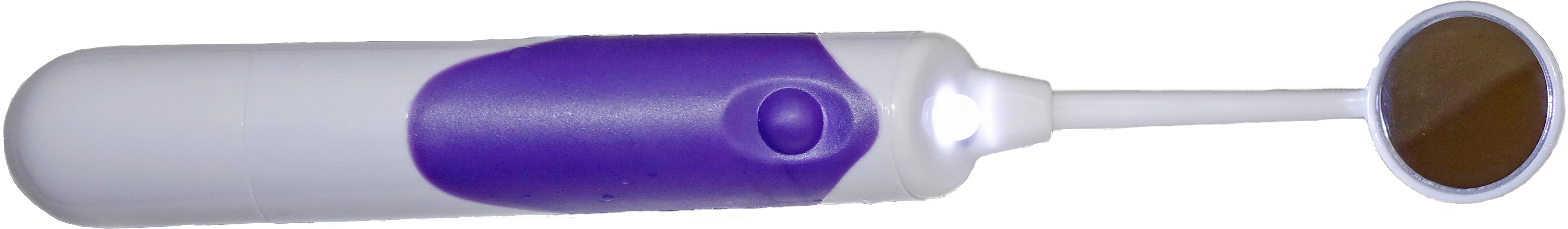
آینه دندان‌پزشکی

آینهٔ فرورفته' یا آینهٔ دهانی از ابزارهای بکار رفته در دندانپزشکی است. سر این آینه معمولاً گرد است و بیشتر از شماره ۴ و ۵ این آینه استفاده می‌کنند. شماره ۲ معمولاً وقتی استفاده می‌شود که از اندازه‌ای کوچک‌تر بخواهیم استفاده کنیم به‌ویژه در مواقعی که در حال کار روی دندان‌های عقب باشیم و سد دندانی در دهان باشد. دامنه استفاده این آینه وسیع است. از مهم‌ترین مزیت‌هایش، دادن دید غیرمستقیم به دندانپزشک، تاباندن نور به سطوح مورد نیاز و استغفار بافت‌های نرم است.
دید غیرمستقیم در جاهایی از دهان که دیده نمی‌شوند یا به سختی قابل دیدن هستند، مورد نیاز است. سطوح خلفی (زبانی) دندان‌های ماگزیلاری، محل‌های مهمی هستند که از آینه دندانپزشکی استفاده می‌شود. بقیه مناطق دهان را به آسانی با استفاده از این آینه می‌توان مشاهده کرد. اگرچه حتی بدون آینه دندانپزشکی هم این سطوح قابل دیدن هستند، مشروط بر اینکه دندانپزشک در وضعیت نامناسب جسمانی خود را قرار دهد. بدون آینه دندانپزشکی، وضیعت‌های نامناسب جسمی برای دندانپزشک هر روز ایجاد می‌شد و باعث بروز دردهای مزمن در ناحیه گردن و کمر می‌گردید. مکان‌های دیگری نیز در دندان قرار دارد که حتی با وجود نور بالای سر بیمار، باز هم روشن نمی‌شوند. در این مواقع، از آینه دندانپزشکی برای منعکس کردن نور به این سطوح استفاده می‌شود. این آینه همچنین بسیار مفید واقع می‌شود اگر به‌طور همزمان نور را منعکس کند و سطوح غیرقابل دیدن را نیز نمایان سازد. همچنین از این آینه برای عقب کشیدن بافت مثل گونه و زبان استفاده می‌شود تا دید بهتری از دندان‌ها بدست آید. مهندس‌ها هم از آینهٔ دندانپزشکی برای دیدن فضاهای باریک و گوشه کنارها استفاده می‌کنند. همچنین در آزمایشگاه‌های لیزر و بینایی هم به صورت مداوم از این آینه استفاده می‌شود.